# Menthely
Menthely est une localité du pays Dogon et une commune rurale du Mali, chef-lieu d'arrondissement dans le cercle de Kani, et la région de Bandiagara. Elle a pour chef-lieu la localité de Dologou.

## Géographie

Carte communale de Wadouba

La localité de Dologou est située à 12 km à sud du chef-lieu de cercle Kani Gokouna.

## Histoire
La commune de Wadouba compte 48 localités lors du recensement de 2009, elle est démembrée en 4 communes en 2023, pour former les nouvelles communes rurales de Ouroli (8 localités), Menthely (12 localités) et Sal (5 localités), la commune de Wadouba conserve 24 localités.

## Villages
La commune est composée de 12 localités : villages, fractions ou quartiers. Les villages sont relevées dans la commune de Wadouba lors du recensement général de 2009. 
Les villages sont :
- Dologou (387 habitants)
- Kediely (438 habitants)
- Donnou-Menthely
- Moe-DO
- Moe-Leye
- Morry
- Bissongo
- Gondodie
- Boundou
- Kongoulou
- Tabitongo
- Bolo